# Karl Friedrich von der Goltz

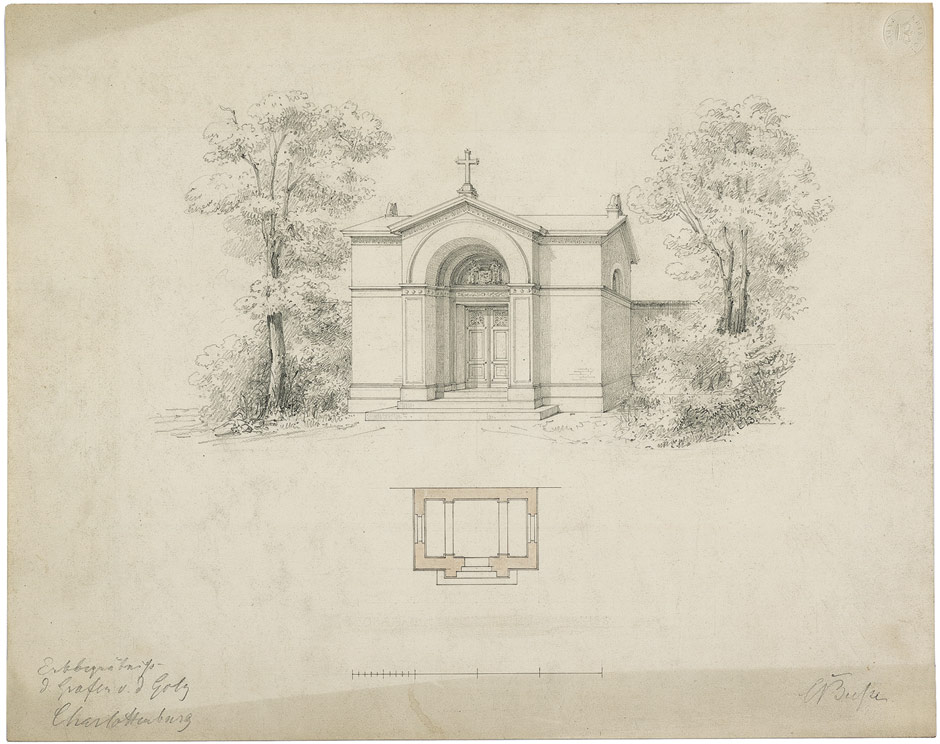
Lăng mộ Bá tước von der Goltz tại nghĩa trang Luisenfriedhof II ở Charlottenburg

Carl Friedrich Ferdinand Graf von der Goltz (12 tháng 4 năm 1815 tại Stuttgart – 21 tháng 2 năm 1901 tại Nizza) là một Thượng tướng kỵ binh của Phổ. Từ năm 1872 cho đến khi hoàng đế mất năm 1888, ông đã giữ chức vụ tướng phụ tá thường nhật (diensttuender Generaladjutant) của Đức hoàng Wilhelm I.
Ông là anh trai của Graf Robert von der Goltz (1817 – 1869), Đại sứ Phổ tại Paris.

## Tiểu sử
Von der Goltz là con trai của viên Trung tướng và Công sứ Carl Heinrich Friedrich Graf von der Goltz (1775 – 1822) với bà Juliane "Julie" Wilhelmine Freiin von Seckendorff (1786 – 1857). Vào năm 1832, ông gia nhập Trung đoàn Thiết kỵ binh Vệ sĩ "Đại Tuyển hầu tước" (Schlesien) số 1, đóng trại tại Breslau. Ông được phong cấp sĩ quan vào năm 1833 và tham gia trong chiến dịch của Thống chế Pháp Bugeaud ở xứ Algérie từ năm 1844 cho đến năm 1845. Vào năm 1848, Goltz được bổ nhiệm làm sĩ quan phụ tá của vương tử nước Phổ, tức Hoàng đế Wilhelm I về sau này, và tháp tùng vương tử trong chiến dịch trấn áp quân nổi dậy tại Baden vào năm 1849.
Vào năm 1859, ông được phong cấp bậc Thượng tá và Tư lệnh của Trung đoàn Khinh kỵ của Đức vua tại Bonn và vào năm 1861 ông đảm nhiệm chức sĩ quan hầu cận (Flügeladjutant) của Quốc vương. Kể từ năm 1864, Von der Goltz là Tư lệnh của Lữ đoàn Kỵ binh số 14, đơn vị mà ông đã chỉ huy trong chiến dịch chống Áo Habsburg trong cuộc Chiến tranh Bảy tuần năm 1866. Vào năm 1868, ông được bổ nhiệm làm Tư lệnh của Sư đoàn Kỵ binh Cận vệ và đã chỉ huy đơn vị trong cuộc Chiến tranh Pháp-Đức (1870 – 1871), tham gia các trận đánh khốc liệt tại Gravelotte-St. Privat và Sedan, cũng như trong cuộc vây hãm Paris, sau khi ông đã được thăng cấp Trung tướng và Tướng phụ tá vào tháng 7 năm 1870.
Vào tháng 10 năm 1872, Goltz được bổ nhiệm làm Tư lệnh của Lữ đoàn Kỵ binh Cận vệ và vào năm 1873, ông là chỉ huy trưởng đơn vị cảnh vệ reitenden Feldjägerkorps, được đặt dưới quyền chỉ huy trực tiếp của Bộ Tổng tham mưu. Đến năm 1875, ông được lên quân hàm Thượng tướng Kỵ binh.
Vào năm 1888, ông được phép từ chức chỉ huy của mình theo yêu cầu của ông và vẫn phục vụ với vai trò là tướng phụ tá thường nhật (diensttuender Generaladjutant) của Đức hoàng Wilhelm I cho tới khi hoàng đế băng hà vào ngày 9 tháng 3 năm 1888.
Carl Friedrich Graf von der Goltz từ trần vào ngày 21 tháng 2 năm 1901 ở Nizza. Ông được mai táng trong lăng mộ của gia tộc Goltz ở Charlottenburg.